# Španovica
Španovica (1948-ban Novo Selo-Španovica, 1953 és 1991 között Novo Selo) falu Horvátországban Pozsega-Szlavónia megyében. Közigazgatásilag Pakráchoz tartozik.

## Fekvése
Pozsegától légvonalban 33, közúton 39 km-re északnyugatra, községközpontjától légvonalban 9, közúton 10 km-re északkeletre, Nyugat-Szlavóniában, a Papuk és a Psunj-hegység között, a Pakra jobb partján fekszik. Áthalad rajta a Pakrácot Pozsegával összekötő főútvonal.

## Története
A 19. század közepén keletkezett Šumetlica északi határrészén, a Pakra partján. A második katonai felmérés térképén még „Spernovica” néven találjuk. 1865 és 1870 között Ravna gora és Gorski kotar vidékéről katolikus horvát lakosság telepedett le itt. Lakói többségben erdei munkások, kis részben földművesek, állattartók voltak. Nevét a hagyomány szerint a grófi birtok gazdasági vezetőjéről, az ispánról kapta. 1869-ben 293, 1910-ben 1289 lakosa volt. 1910-ben a népszámlálás adatai szerint lakosságának 95%-a horvát anyanyelvű volt. Pozsega vármegye Pakráci járásának része volt. Az első világháború után 1918-ban az új szerb-horvát-szlovén állam, majd később (1929-ben) Jugoszlávia része lett. A második világháború idején férfilakosságának egy része csatlakozott az usztasákhoz. Részt vettek a szomszédos szerb falvak elpusztításában. A falu horvát lakossága ezt követően a partizánok bosszújának esett áldozatául. Sokakat megöltek, másokat fogolytáborba hurcoltak, a falu teljesen elpusztult. A háború után a horvátok birtokait elkobozták, a megmaradt 47 család 1946-ban Diakovár környékén telepedett le. Ezután Boszniából és Szerbiából szerbeket telepítettek ide, a falu nevét pedig Novo Selora változtatták. Régi nevét csak 1991-ben kapta vissza. 1991-ben lakosságának 93%-a szerb, 5%-a horvát nemzetiségű volt. A délszláv háború idején kezdettől fogva szerb ellenőrzés alatt volt. A horvát hadsereg 127. verőcei dandárja az Orkan ’91 hadművelet második szakaszában 1991. december 26-án foglalta vissza. Szerb lakossága nagyrészt elmenekült. Ezután az üres települést ENSZ csapatok ellenőrizték. Végleges felszabadítása 1995 májusában a „Villám” hadművelettel történt. 2011-ben mindössze 23 lakosa volt.

## Lakossága
| Lakosság változása | Lakosság változása | Lakosság változása | Lakosság változása | Lakosság változása | Lakosság változása | Lakosság változása | Lakosság változása | Lakosság változása | Lakosság változása | Lakosság változása | Lakosság változása | Lakosság változása | Lakosság változása | Lakosság változása | Lakosság változása |
| ------------------ | ------------------ | ------------------ | ------------------ | ------------------ | ------------------ | ------------------ | ------------------ | ------------------ | ------------------ | ------------------ | ------------------ | ------------------ | ------------------ | ------------------ | ------------------ |
| 1857               | 1869               | 1880               | 1890               | 1900               | 1910               | 1921               | 1931               | 1948               | 1953               | 1961               | 1971               | 1981               | 1991               | 2001               | 2011               |
| 0                  | 293                | 548                | 738                | 999                | 1.289              | 1.088              | 1.285              | 120                | 247                | 271                | 248                | 194                | 191                | 31                 | 23                 |

## Fordítás
Ez a szócikk részben vagy egészben  a(z)   Španovica című horvát Wikipédia-szócikk ezen változatának fordításán alapul.  Az eredeti cikk szerkesztőit annak laptörténete sorolja fel. Ez a jelzés csupán a megfogalmazás eredetét és a szerzői jogokat jelzi, nem szolgál a cikkben szereplő információk forrásmegjelöléseként.